# 蘇拉 (挪威)
蘇拉是挪威的一個市镇，位於羅加蘭郡，行政中心为蘇拉村。市镇面积为69平方公里，人口数量为27,153人（2020年），人口密度为每平方公里394.5人。